# Ysby församling
Ysby församling var en församling i Göteborgs stift. Församlingen uppgick 2002 i Ränneslöv-Ysby församling.
Församlingskyrka var Ysby kyrka.

## Administrativ historik
Församlingen har medeltida ursprung. Församlingen var till 2002 moderförsamling i pastoratet Rännerslöv och Ysby. Församlingen uppgick 2002 i Ränneslöv-Ysby församling.
Församlingskod var 138108